# Фолземенхузен
Фолземенхузен (њем. Volsemenhusen) општина је у њемачкој савезној држави Шлезвиг-Холштајн. Једно је од 115 општинских средишта округа Дитмаршен. Према процјени из 2010. у општини је живјело 363 становника. Посједује регионалну шифру (AGS) 1051119.

## Географски и демографски подаци
Фолземенхузен се налази у савезној држави Шлезвиг-Холштајн у округу Дитмаршен. Општина се налази на надморској висини од 4 метра. Површина општине износи 16,8 km². У самом мјесту је, према процјени из 2010. године, живјело 363 становника. Просјечна густина становништва износи 22 становника/km².